# Симпсоны (сезон 10)
Десятый сезон мультсериала «Симпсоны» транслировался с 23 августа 1998 по 16 мая 1999 года на телеканале Fox.
Сезон получил премию «Энни» за «Лучший анимационный сериал».

## Список серий
| № общий | № в сезоне | Название                                                                         | Режиссёр                      | Автор сценария                                | Дата премьеры    | Произв. код | Зрители в США (млн) |
| --- | ---------- | -------------------------------------------------------------------------------- | ----------------------------- | --------------------------------------------- | ---------------- | ----------- | ------------------- |
| 204 | 1          | «Жир и танцы» «Lard of the Dance»                                                | Доминик Полчино               | Джейн О’Брайен                                | 23 августа 1998  | 5F20        | 11,847,0 (Д)        |
| Лиза пытается конкурировать по популярности с появившейся в школе новой девочкой, а Гомер открывает новый способ зарабатывания денег — на жире. Приглашённая звезда: Лиза Кудроу |            |                                                                                  |                               |                                               |                  |             |                     |
| 205 | 2          | «Волшебник Вечнозелёного Бульвара» «The Wizard of Evergreen Terrace»             | Марк Киркленд                 | Джон Шварцвельдер                             | 20 сентября 1998 | 5F21        | 13,907,95 (Д)       |
| Гомер, вдруг осознавший, что прожил большую часть жизни, не совершив ничего значимого, решает круто изменить её. В пример себе он выбирает изобретателя Эдисона и пытается создать хоть что-нибудь, способное принести ему такую же славу и успех. Приглашённая звезда: Уильям Дэниелс |            |                                                                                  |                               |                                               |                  |             |                     |
| 206 | 3          | «Материнская забота Барта» «Bart the Mother»                                     | Стивен Дин Мур                | Дэвид Коэн                                    | 27 сентября 1998 | 5F22        | 11,947,35 (Д)       |
| Барт невольно совершает ужасный поступок: убивает сойку-наседку. Чтобы искупить свою вину, он берёт на себя заботу о не вылупившихся птенцах. Однако настоящие проблемы начинаются после того, как из яиц на свет появляются существа, мало похожие на птиц. Приглашённая звезда: Фил Хартман |            |                                                                                  |                               |                                               |                  |             |                     |
| 207 | 4          | «Дом ужасов 9» «Treehouse of Horror IX»                                          | Стивен Дин Мур                | Доник Кэри, Ларри Дойл и Дэвид Коэн           | 25 октября 1998  | AABF01      | 15,128,5 (Д)        |
| «Hell Toupée» (с англ. — «Парик-убийца») — В Спрингфилде происходят кровавые преступления, совершенные волосами-убийцами Гомера. «The Terror of Tiny Toon» (с англ. — «Кошмар в маленьком мультфильме») — Лиза и Барт попадают в телевизор, в жуткое «Шоу Щекотки и Царапки»… «Starship Poopers» (с англ. — «Космические мерзавцы») — Рождение Мегги, связанное с Кангом и Кодос… Приглашённые звезды: Регис Филбин, Кэти Ли Гиффорд, Джерри Спрингер, Эд МакМахон, Марсия Уоллес и Роберт Инглунд |            |                                                                                  |                               |                                               |                  |             |                     |
| 208 | 5          | «Перехитривший звёзд» «When You Dish Upon a Star»                                | Пит Майклз                    | Ричард Аппель                                 | 8 ноября 1998    | 5F19        | 15,349 (Д)          |
| Гомер случайно обнаружил, что в Спрингфилде тайно поселились знаменитости. За обещание хранить их пребывание в Спрингфилде в тайне они вынуждены терпеть его дружбу, но долго ли Гомер может хранить что-либо в тайне? Приглашённые звезды: Алек Болдуин, Ким Бейсингер, Рон Ховард и Брайан Грейзер |            |                                                                                  |                               |                                               |                  |             |                     |
| 209 | 6          | «Д’оу на ветру» «D’oh-in in the Wind»                                            | Мэттью Настук и Марк Киркленд | Доник Кэри                                    | 15 ноября 1998   | AABF02      | 13,948,3 (Д)        |
| Гомер бросается в очередную крайность. На этот раз он становится хиппи. И, как обычно, ничего хорошего из этого не выходит. Приглашённые звезды: Джордж Карлин, Мартин Мулл и Yo La Tengo |            |                                                                                  |                               |                                               |                  |             |                     |
| 210 | 7          | «Лиза получает пятёрку» «Lisa Gets an «A»»                                       | Боб Андерсон                  | Иан Макстон-Грэхэм                            | 22 ноября 1998   | AABF03      | 13,618              |
| Впервые Лиза не готова к контрольной. Чтобы избежать позора, она списывает правильные ответы со шпаргалки и получает за работу пятёрку с тремя плюсами. Учителя и родители восхищены ею. Однако девочку мучают угрызения совести, и она открывается директору Скиннеру. |            |                                                                                  |                               |                                               |                  |             |                     |
| 211 | 8          | «Гомер Симпсон и почечная болезнь» «Homer Simpson in: «Kidney Trouble»»          | Майк Андерсон                 | Джон Шварцвельдер                             | 6 декабря 1998   | AABF04      | 12,387,2 (Д)        |
| По недомыслию Гомер обещает своему умирающему отцу отдать ему почку для пересадки. Но добрые друзья объясняют ему, чем ему это может грозить. Напуганный Гомер сбегает прямо с операционного стола. |            |                                                                                  |                               |                                               |                  |             |                     |
| 212 | 9          | «Охрана мэра» «Mayored to the Mob»                                               | Свинтон Скотт III             | Рон Хауг                                      | 20 декабря 1998  | AABF05      | 13,908,5 (Д)        |
| Гомер становится личным телохранителем мэра Куимби. По долгу службы он сталкивается с теневой стороной работы главы Спрингфилда. Однажды, узнав о грязной сделке между мэром и мафией, он вынуждает своего босса отказаться от неё, тем самым ставя жизнь Куимби под угрозу. Приглашённые звезды: Марк Хэмилл и Джо Мантенья |            |                                                                                  |                               |                                               |                  |             |                     |
| 213 | 10         | «Да здравствует Нед Фландерс» «Viva Ned Flanders»                                | Нил Аффлек                    | Дэвид Стерн                                   | 10 января 1999   | AABF06      | 19,6811,5           |
| Для всех раскрылся возраст Фландерса. Неожиданно для себя Нед осознаёт, что жизнь его скучна, неинтересна и предсказуема. Он решает изменить её, а за советом обращается к Гомеру, который с готовность берётся за перевоспитание вечного святоши. Для этого они отправляются в Лас-Вегас. Приглашённые звезды: The Moody Blues |            |                                                                                  |                               |                                               |                  |             |                     |
| 214 | 11         | «Непобедимый дикий Барт» «Wild Barts Can’t Be Broken»                            | Марк Эрвин                    | Ларри Дойл                                    | 17 января 1999   | AABF07      | 15,218,8 (Д)        |
| Гомер с дружками, в сильном подпитии громят школу. Однако наутро они ничего не помнят, а всю вину за происшедшее власти сваливают на детей, после чего в городе объявлен комендантский час. Ребятам запрещается появляться на улице после наступления темноты. Но детишки не собираются мириться с создавшейся ситуацией. Приглашённая звезда: Синди Лопер |            |                                                                                  |                               |                                               |                  |             |                     |
| 215 | 12         | «Воскресенье, чёртово воскресенье» «Sunday, Cruddy Sunday»                       | Стивен Дин Мур                | Том Мартин, Джордж Мейер Брайан и Марк Скалли | 31 января 1999   | AABF08      | 19,1111,5 (Д)       |
| Гомер, познакомившись с туристическим агентом, организовывает автобусную экскурсию на финал кубка чемпионов по американскому футболу. Уже на месте оказывается, что все билеты на стадион фальшивые. Однако Гомер не намерен сдаваться. Приглашённые звезды: Джон Мэдден, Трой Эйкман, Ден Марино, Пет Самерол, Рози Грайер, Фред Уиллард, Долли Партон и Руперт Мёрдок |            |                                                                                  |                               |                                               |                  |             |                     |
| 216 | 13         | «Гомер Макс» «Homer to the Max»                                                  | Пит Майклз                    | Джон Шварцвельдер                             | 7 февраля 1999   | AABF09      | 13,988,3 (Д)        |
| Гомер меняет имя и фамилию на Макс Пауэр, а вместе с этим сильно меняется его жизнь. Поначалу Симпсон-старший крайне доволен переменами, но это длится недолго. Приглашённая звезда: Эд Бегли-младший |            |                                                                                  |                               |                                               |                  |             |                     |
| 217 | 14         | «Со мной купидон» «I’m With Cupid»                                               | Боб Андерсон                  | Дэн Грини                                     | 14 февраля 1999  | AABF11      | 12,357,7 (Д)        |
| После размолвки с женой Апу, чтобы загладить вину и показать ей свою любовь, совершает ряд дивных и невероятно романтических поступков, свидетелями которых становятся все жители Спрингфилда. Это вызывает восхищение и зависть женской половины города и создаёт проблемы для мужской. Приглашённые звезды: Элтон Джон и Джен Хукс |            |                                                                                  |                               |                                               |                  |             |                     |
| 218 | 15         | «Мардж Симпсон в «Воплях сирени»» «Marge Simpson in: «Screaming Yellow Honkers»» | Марк Киркленд                 | Дэвид Стерн                                   | 21 февраля 1999  | AABF10      | 14,648,6 (Д)        |
| Мардж лишают водительских прав за агрессивное вождение. А посещение зоопарка Гомером, Бартом и Лизой, заканчивается для города катастрофой. Приглашённые звезды: Джон Кассир и Хэнк Уильямс младший |            |                                                                                  |                               |                                               |                  |             |                     |
| 219 | 16         | «Освободите место Лизе» «Make Room for Lisa»                                     | Мэттью Настук                 | Брайан Скалли                                 | 28 февраля 1999  | AABF12      | 12,47,6 (Д)         |
| Лиза и Гомер вновь сталкиваясь с проблемой общения друг с другом, стараются её разрешить. У Мардж появляется возможность прослушивать телефонные разговоры жителей Спрингфилда. |            |                                                                                  |                               |                                               |                  |             |                     |
| 220 | 17         | «Максимум Гомердрайв» «Maximum Homerdrive»                                       | Свинтон Скотт III             | Джон Шварцвельдер                             | 28 марта 1999    | AABF13      | 15,51               |
| Гомер совершает благородный поступок, вызвавшись заменить умершего дальнобойщика. Вместо него он садится за руль и полон решимости закончить начатое дело в срок. Барт присоединяется к отцу. Вместе они становятся героями удивительных приключений. |            |                                                                                  |                               |                                               |                  |             |                     |
| 221 | 18         | «Библейские истории Симпсонов» «Simpsons Bible Stories»                          | Нэнси Круз                    | Тим Лонг, Ларри Дойл и Мэтт Сэлман            | 4 апреля 1999    | AABF14      | 12,86               |
| Всё семейство Симпсонов дружно засыпает на воскресной проповеди в церкви. Каждый из них видит свой сон, в основе которого лежит какая-нибудь библейская история. Увлёкшись своими снами, семья просыпает конец света. |            |                                                                                  |                               |                                               |                  |             |                     |
| 222 | 19         | «Мама и поп-арт» «Mom and Pop Art»                                               | Стивен Дин Мур                | Эл Джин                                       | 11 апреля 1999   | AABF15      | 14,138,5 (Д)        |
| Нелепая случайность приносит Гомеру славу концептуального художника. Но его стремительный взлёт заканчивается не менее стремительным падением. Однако Симпсон-старший не намерен сдаваться, и продолжает творить... Приглашённые звезды: Джаспер Джонс и Изабелла Росселлини |            |                                                                                  |                               |                                               |                  |             |                     |
| 223 | 20         | «Старик и троечник» «The Old Man and The «C» Student»                            | Марк Киркленд                 | Джули Тэккер                                  | 25 апреля 1999   | AABF16      | 11,166,9 (Д)        |
| Благодаря Лизе Спрингфилд выбирают столицей Олимпиады, но из-за Барта город теряет эту привилегию. Виновник жестоко наказан. Хулигана отправляют на общественные работы в дом престарелых. Приглашённая звезда: Джек Лалэйн |            |                                                                                  |                               |                                               |                  |             |                     |
| 224 | 21         | «Монти не может купить мне любовь» «Monty Can’t Buy Me Love»                     | Марк Эрвин                    | Джон Шварцвельдер                             | 2 мая 1999       | AABF17      | 12,597,26 (Д)       |
| Мистер Бёрнс страстно желает быть любимым и почитаемым среди обывателей. За советом он обращается к Гомеру Симпсону, которому, как ему кажется, известен рецепт популярности. Приглашённая звезда: Майкл Маккин |            |                                                                                  |                               |                                               |                  |             |                     |
| 225 | 22         | «Они спасли мозг Лизы» «They Saved Lisa’s Brain»                                 | Пит Майклз                    | Мэтт Сэлман                                   | 9 мая 1999       | AABF18      | 10,456,8 (Д)        |
| Лиза попадает в «Mensa International» — закрытый клуб интеллектуалов, который, в свою очередь, становится во главе Спрингфилда. Новые власти уверены, что способны изменить жизнь города к лучшему. Приглашённая звезда: Стивен Хокинг |            |                                                                                  |                               |                                               |                  |             |                     |
| 226 | 23         | «30 минут в Токио» «Thirty Minutes Over Tokyo»                                   | Джим Рирдон                   | Доник Кэри и Дэн Грини                        | 16 мая 1999      | AABF20      | 12,518,0 (Д)        |
| На сэкономленные средства Симпсоны отправляются в Японию, где им предстоит пережить удивительные приключения. Приглашённые звезды: Джордж Такеи, Гедди Ватанабэ, Киэн Ян, Карен Маруяма и Денис Кумагаи |            |                                                                                  |                               |                                               |                  |             |                     |

1. 1 2 3 4 5 6 7 8 9 10 11 12 13 14 15 16 17 18 19  домов